# Albert Voit
Albert Voit, auch: Vogt (* um 1562 in Königsberg; † 28. Juni 1606 in Zerbst), war ein deutscher Pädagoge und Literaturwissenschaftler.

## Leben
Voit war ein Sohn von David Voit. Er immatrikulierte sich 1571 an der Universität Jena, wo er 1582 Magister wurde und 1586 die Professur für Poetik übernahm. In dieser Funktion wechselte er 1587 an die Universität Wittenberg und übernahm als Dekan der philosophischen Fakultät auch organisatorische Aufgaben.
Nachdem der sächsische Kurfürst Christian I. von Sachsen gestorben war, fand unter dem neuen Administrator eine Kehrtwendung in der Kirchenpolitik statt. Weil Voit ein Philippist war und sich in Wittenberg den erstarkten Gnesiolutheranern nicht beugte, musste er 1591 wie auch Petrus Calaminus die Universität verlassen.
Er wendete sich darum aus dem orthodox lutherisch orientierten Kursachsen und ging in das philippistisch-freundliche Anhalt, wo er 1592 Rektor der Schule in Bernburg (Saale) wurde. 1597 wechselte er an die Johannesschule in Zerbst und übernahm 1600 eine Professur am dortigen Gymnasium Illustre. Er wird von seinen Zeitgenossen als Person mit aufbrausendem Temperament geschildert. Verheiratet war er mit Anna Ulrich.

## Werke
- Synopsin logicae.
- Pericopen doctrinarum examinis theol. Melanchthonis.
- Disp. Dialecticas in fasciculum collectas. Frankfurt 1601.